# Isola di Mount Desert
Mount Desert è un'isola della contea di Hancock, nel Maine sud-orientale (USA), situata nella baia di Frenchman del Golfo del Maine. Con una superficie di 280 km², misura 24 km di lunghezza e circa 13 km di larghezza. Il Somes Sound,è uno stretto fiordo lungo 10 km, che suddivide l'isola in due segmenti, orientale e occidentale. Le 18 cime di Mount Desert, quali il monte Cadillac (466 m), sono le più alte vette della costa atlantica a nord di Rio de Janeiro.
L'isola venne visitata nel settembre 1604 dall'esploratore francese Samuel de Champlain e ricevette questo nome a causa delle sommità dei suoi monti, costituite da nuda roccia.
Fino al 1713 fece parte dell'Acadia Francese.
Un ponte collega il continente al reticolo di strade, mulattiere e sentieri dell'isola. Sull'isola sorgono le città di Bar Harbor, Mount Desert (che comprende i villaggi di Northeast Harbor e Seal Harbor), Somesville, Southwest Harbor e Tremont.
Il primo parco nazionale degli Stati Uniti orientali, oggi chiamato parco nazionale di Acadia, venne istituito sull'isola nel 1919; il parco comprende la pittoresca penisola di Schoodic, sul continente, e parte dell'Isle au Haut.
Nell'isola, dal 1943 in poi, vissero insieme, nella casa "La Petite Plaisance", Marguerite Yourcenar e la sua compagna Grace Frick. Entrambe sono sepolte nel cimitero Brookside Cemetery sull'isola; accanto c'è anche la tomba di Jerry Wilson, l'ultimo compagno di Yourcenar.
Nel 1947 l'isola venne devastata da un incendio che distrusse molti edifici e attrazioni naturalistiche.